# Гонтар Авраам Юткович
Авраам Юткович Гонтар (нар. 7 (20) березня 1908, Бердичів — 1981, Москва) — єврейський радянський поет, прозаїк. Писав на їдиш.
Перші вірші надруковані у 1927 році в бердичівській газеті «Ді вох». Закінчив Одеський педагогічний інститут та аспірантуру при Інституті єврейської культури при АН України. У 1933 році стає членом редколегії та відповідальним секретарем журналу «Фармест» і видав збірку віршів «Аф рештованиес» («На риштуванні»). Згодом вийшло понад 20 поетичних збірок і кілька книжок прози. З початком Другої світової війни перебував на військовій службі, з 1943 року працював редактором у Єврейському антифашистському комітеті. У 1949 р. репресований. Термін відбував у 3-й зоні Степлагу. Брав участь в табірної самодіяльності, на концерті для ув'язнених в присутності табірного начальства прочитав своє антисталінське вірш "Без гніву ворона в снігу // На поле бачити не можу ...". Але вийшов з табору під час Кенгірського повстання.
У 1956 р. — реабілітований. Член редколегії і заввідділу журналу «Советиш геймланд».
Твори перекладені російською, українською та іншими мовами. Перекладач мовою ідиш.